# Liste der Herrscher namens Wenzel
Wenzel hießen folgende Herrscher

## Wenzel
- Wenzel von Böhmen, der Heilige, Herzog (928–935)
- Wenzel (HRR), der Faule, deutscher König (1378–1400)

### Wenzel I./II.
- Wenzel I. (Böhmen), König (1230–1253)
- Wenzel I. (Luxemburg), Herzog (1353–1383)
- Wenzel I. (Liegnitz), Herzog (1352–1364)
- Wenzel I. (Sachsen-Wittenberg), Herzog (1370–1388)
- Wenzel I. (Teschen), Herzog (–1474)

- Wenzel II. (Böhmen), König von Böhmen (1278–1305), König von Polen (1300–1305)
- Wenzel II. (Herzog von Böhmen), Herzog (1191–1192)
- Wenzel II. (Liegnitz), Herzog (1409–1419)
- Wenzel II. (Teschen), Herzog (-1524)

### Wenzel III./...
- Wenzel III. (Böhmen), König von Böhmen (1305–1306), König von Polen (1305–1306)
- Wenzel III. (Teschen), Herzog (1528–1579)

- Wenzel IV. (Böhmen) (1361–1419): 1363–1419 König von Böhmen, 1376–1400 röm.-deutscher König